# Márcia (programa de televisão)
Márcia foi um programa de televisão apresentado por Márcia Goldschmidt no SBT, entre 1997 e 1998 e, posteriormente, na Rede Bandeirantes, entre 2007 e 2010.

## História
Em 1997, o SBT publicou, em jornais de São Paulo, um anúncio no qual procurava uma mulher para apresentar a versão brasileira do programa da apresentadora de TV norte-americana Ricki Lake. Foram cerca de 700 mulheres inscritas, entre elas das apresentadoras Claudia Matarazzo e Kátia Maranhão, a repórter Madalena Bonfiglioli e também Claudia Spinelli, que apresentou o programa de campanha do então prefeito da cidade de São Paulo, Celso Pitta. Algumas não gostaram da proposta, outras gostaram, mas não foram aceitas. A escolhida foi Márcia Goldschmidt, pesando a favor da apresentadora o fato de ela apresentar um programa parecido na Rede Mulher. Nos seis meses que ficou no ar, o Happy End — mesmo nome de sua agência matrimonial — abordava temas referentes ao relacionamento entre casais.
O programa estreou em 29 de julho de 1997. Baseado em um similar americano, trazia uma linguagem popular, marcada pelos constantes conflitos, discussões e pancadarias protagonizados pelos convidados. A maioria dos temas abordados no programa eram polêmicos, envolvendo familiares, casais, irmãos, vizinhos, amigos e relacionamentos com pessoas do mesmo sexo. Graças a esses temas, o programa chegou a ser líder de audiência, desbancando a Rede Globo em diversas ocasiões.
Inicialmente era exibido semanalmente as terças-feiras (da estreia até abril de 1998), às 21h40 da noite. Mais tarde, diariamente, às 20h50 - competindo com a novela Por Amor da Globo. Depois, o programa passou a ser exibido às 18 horas, para evitar a concorrência da novela, e algumas semanas depois, às 22 horas.
O programa saiu do ar no final do mês de agosto de 1998, uma vez que o recém-contratado Ratinho faria um programa com os mesmos moldes: o Programa do Ratinho.
Entre os anos de 2007 e 2010, o programa passou a ser exibido na Band, onde alcançou a vice-liderança na audiência de sua estreia até às 18 horas, quando ficou na terceira colocação, ao lado do SBT.